# Тришанку
Тришанку (त्रिशंकु) — персонаж из индуистских итихас («так именно было»), имя которого фигурирует в индийском выражении «небо Тришанку» (подвешенное состояние между целью, желанием и действительным положением). История Тришанку рассказана в «Бала Канде» (книге о детстве Рамы), первой части «Рамаяны».

## «Рамаяна»
Рождённый царём Притху из Солнечной династии, он был предком Рамы. Постарев, Тришанку короновал своего сына Трайшанкавану (Харишчандру), усадил его на трон Айодхьи и отрёкся от царствования.
Поскольку он жил праведной жизнью, его душа заслуживала вознесения на небеса, но он возжелал, чтобы вознеслось и его смертное тело, и стал просить выполнить все необходимые для этого обряды своего учителя, мудреца Васиштху. Васиштха отказался и сказал бывшему царю, что это противоречит законам природы: смертное существо не может попасть на небеса в физическом теле. Тришанку не успокоился и после отказа Васиштхи подошёл к его старшему сыну Шактри, соблазняя того обещаниями богатства и славы. Попытки Тришанку сделать Шактри соперником его отца вызвали гнев мудреца, и он проклял Тришанку, дав ему обличие, внушающее ужас, и поразил недугом бессилия. Тришанку был вынужден оставить свою страну и блуждать в пустыне.
Во время скитаний Тришанку встретил мудреца Вишвамитру и обратился к нему за помощью. Услышав об участи царя, Вишвамитра, соперничающий с Васиштхой, согласился исполнить необходимые обряды, чтобы вознести Тришанку на небо в его физическом теле. Яджны (ритуалы) начались, и с помощью чудодейственной силы мудреца бывший царь Тришанку начал возноситься на небеса. Когда он прибыл в рай, дэвы встревожились от этого противоестественного явления. Ведомые Индрой, они не позволили Тришанку войти и выгнали его. Тришанку начал падать обратно на землю. Взбешенный Вишвамитра не признал поражения от Индры. Мудрец использовал свои способности и не дал Тришанку упасть, в результате чего тот оказался подвешенным в воздухе.
Тришанку умолял Вишвамитру помочь, и мудрец начал создавать параллельное небо на юге. Когда оно было закончено, Вишвамитра поместил туда Тришанку, вернув ему прежний вид, который тот имел до проклятия Шактри. Затем Вишвамитра стал превращать Тришанку в Индру свежесозданного неба. Это опять встревожило дэвов, которые предстали перед мудрецом и попытались его образумить. Они объяснили Вишвамитре, что хотели не допустить противоестественного вознесения на небеса в смертном теле. Они постепенно убедили Вишвамитру, но теперь он не знал, нарушать или нет уже данное Тришанку слово (что отправит того на небеса). Вишвамитра договорился с дэвами, что царь будет обитать на новом небе, созданном лично для него. Оно будет называться небо Тришанку. Правя собственным небом, он не будет претендовать на главенство над Индрой, и, кроме того, будет всё время находиться на своём небе вверх ногами. В итоге Тришанку застрял в собственном компромиссном раю между Землей, которой он принадлежал, и небом, куда стремился. Выражение «небо Тришанку» используется в Индии для описания аналогичных ситуаций, с которыми люди сталкиваются в жизни.

## В астрономии
В астрономии Тришанку соответствует трём крестам в созвездии Южного креста.